# Тальков Ігор Володимирович
Тальков Ігор Володимирович (рос. Тальков Игорь Владимирович; 4 листопада 1956, Грецівка, Тульська область, РРФСР, СРСР — 6 жовтня 1991, Санкт-Петербург) — радянський і російський поет, співак, актор і композитор.

## Сім'я та походження
- Дід по батькові — Максим Максимович Талько — спадковий козак — українець[1]
- Бабуся по батькові — Олена Ан. Талько[2] — полька[1]
- Батько — Володимир Максимович Тальков (1907—1978)[3]
- Дід по матері — Юлій Рудольфович Швагерус — німець[3]
- Бабуся по матері — Тетяна Іванівна (до шлюбу Мокроусова) — ставропольска казачка[3]
- Мати — Ольга Юліївна Талькова (до шлюбу Швагерус)[3] (3 березня 1924 — 24 квітня 2007)[2], померла від раку стравоходу[4]
- Старший брат — Володимир Володимирович Тальков (нар. 14 квітня 1953) — скульптор, зробив пам'ятник Петру Столипіну в Саратові, спільно зі скульптором В'ячеславом Кликовим; у нього є два сини — племінники Ігоря: Володимир Тальков (нар. 1982)[5] і Георгій Тальков (нар. 20 квітня 2000)[4]. Володимир Тальков став концертним директором барда Миколи Ємеліна, він супроводжував Ігоря на концертах і під час запису пісень, коли вбили Ігоря, Володимир був у Гамбурзі. За словами Володимира, Ігор Тальков та Ірина Аллегрова дружили сім'ями[6].

## Дитинство та молодість

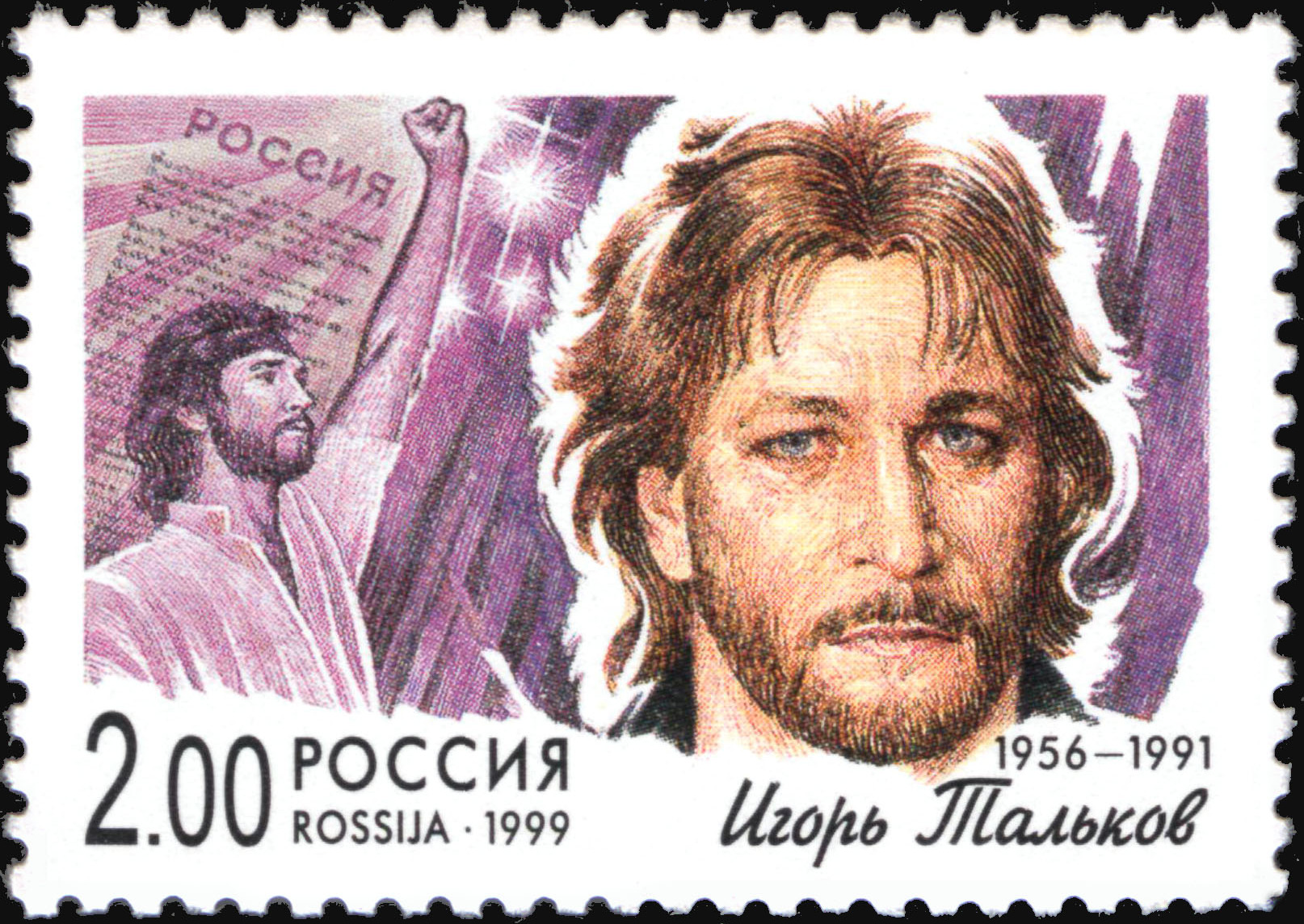
І. Тальков на поштовій марці

Ігор Тальков народився 4 листопада 1956 року в дворянській сім'ї. Батьки були репресовані, познайомилися у в'язниці, де й народився старший син Володимир. Після реабілітації батьки не могли проживати в Москві, тому були відправлені для проживання в місто Щекіно. В дитинстві ходив у музичну школу по класу баяна. Також серйозно займався хокеєм, але не вступивши у школи жодного з московських клубів, сконцентрувався на музиці. У старших класах грав на гітарі та фортепіано. Нотної грамоти не знав. Після завершення школи Тальков вирішив вступити до театрального училища, але спроби були марними. Він пішов до Московського педінституту, де навчався на фізичному факультеті. Після півроку навчання залишає його та йде в армію. Саме там проявився його музичний талант і «бунтарство».

## Професійна діяльність
З 1976 року Ігор Тальков починає професійно виступати на сцені. Але гострі «соціальні» тексти молодого поета не були сприйняті владою. Протягом 10 років Тальков писав пісні, не маючи можливості їх виконувати на сцені. В 1987 Ігор виконав пісню «Чистые пруды» композитора Давида Тухманова. Ця пісня зробила його відомим. Але він став відомий лише як ліричний виконавець балади, а не як співак, якому небайдужа доля його країни. У 1989 Тальков знявся у двох фільмах — «Князь Серебряный» та «За последней чертой».

## Вбивство
6 жовтня 1991 року в Санкт-Петербурзі відбувся великий концерт, одним із учасників був Ігор Тальков. Під час концерту співачка Азіза через свого охоронця попросила поета змінити порядок виступу. Між ними виникла суперечка, після якої Ігоря Талькова було вбито. Вбивцю й досі не знайдено.

## Дискографія

### Прижиттєва
- Чистые пруды (1987)

### Посмертна
- Россия (1991)[7]
- Моя любовь (1993)
- Этот мир (1993)

## Відеокліпи
- Чистые пруды (1988)
- Россия (1989)
- Кремлёвская стена (1990)
- Уеду (1990, у дуеті зі своїм сином)
- Летний дождь (1991)
- Моя любовь (1991)